# Janiralata pulchra
Janiralata pulchra is een pissebed uit de familie Janiridae. De wetenschappelijke naam van de soort is, als Janira pulchra, voor het eerst geldig gepubliceerd in 1916 door Hansen.